# Klinja vas
Klinja vas este o localitate din comuna Kočevje, Slovenia, cu o populație de 235 de locuitori.